# Sailor fuku

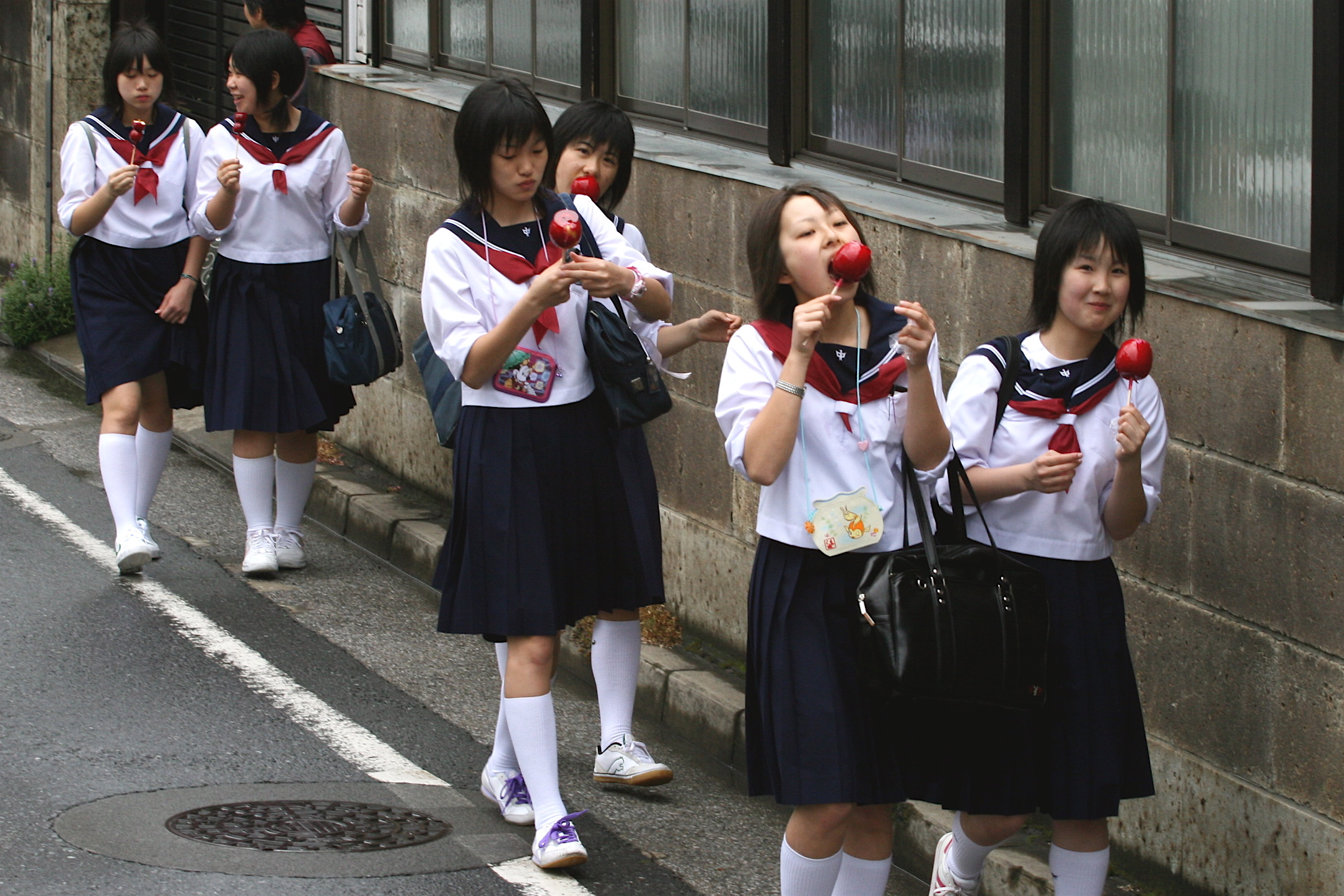
Jeunes écolières japonaises en sailor fuku.

 (janvier 2015).
Si vous disposez d'ouvrages ou d'articles de référence ou si vous connaissez des sites web de qualité traitant du thème abordé ici, merci de compléter l'article en donnant les références utiles à sa vérifiabilité et en les liant à la section « Notes et références ».
Sailor fuku (セーラー服, sērā-fuku) est un terme japonais désignant l'uniforme de marin, parfois appelé « marinière », qui est l'un des uniformes (制服, seifuku), sans doute le plus emblématique, couramment porté par les écolières japonaises.

## Histoire
Introduit en tant que tel d'abord à l'université Heian Jogakuin en 1920 puis[réf. souhaitée] en 1921 par la principale de l'université Jo Gakuin de Fukuoka (福岡女学院, Académie pour femmes de Fukuoka), Elizabeth Lee, il fut conçu sur le modèle de l'uniforme de l'époque de la Royal Navy, qu'elle avait elle-même porté lorsqu'elle avait fait ses études en Grande-Bretagne.
Il a été imposé aux élèves en Corée et au Mandchoukuo pendant la colonisation de ces territoires par le Japon.

## Caractéristiques
Tout comme l'uniforme masculin, le gakuran, le sailor fuku possède de nombreuses similarités avec de nombreux uniformes militaires de marins. Il est constitué d'une blouse possédant un col marin (襟, eri) et une jupe plissée. Un ruban est noué par une boucle sur la blouse, sur le devant. Le ruban peut se voir remplacé par une cravate, un bolo ou une rosette (un nœud). Les couleurs les plus fréquentes sont le bleu marine, le blanc, le gris et le noir.
Il présente des variations saisonnières estivales et hivernales avec des ajustements de la longueur des manches et du choix du tissu. Le changement entre l'uniforme d'hiver et celui d'été se fait à une date fixe, le koromogae.
Chaussures, chaussettes et accessoires font parfois partie de l'uniforme. Les chaussettes sont le plus souvent bleu marine ou blanches, tandis que les chaussures sont typiquement des mocassins (ou plus précisément des penny loafers, qui possèdent un talon plus large) noirs ou marron.
A la fin des années 1990, la mode loose socks, initialement comme symbole de contestation, se diffusa parmi les élèves japonaises notamment les kogal et marqua les esprits. Le retour à la mode Heisei dans les années 2020 marquent aussi leur retour.

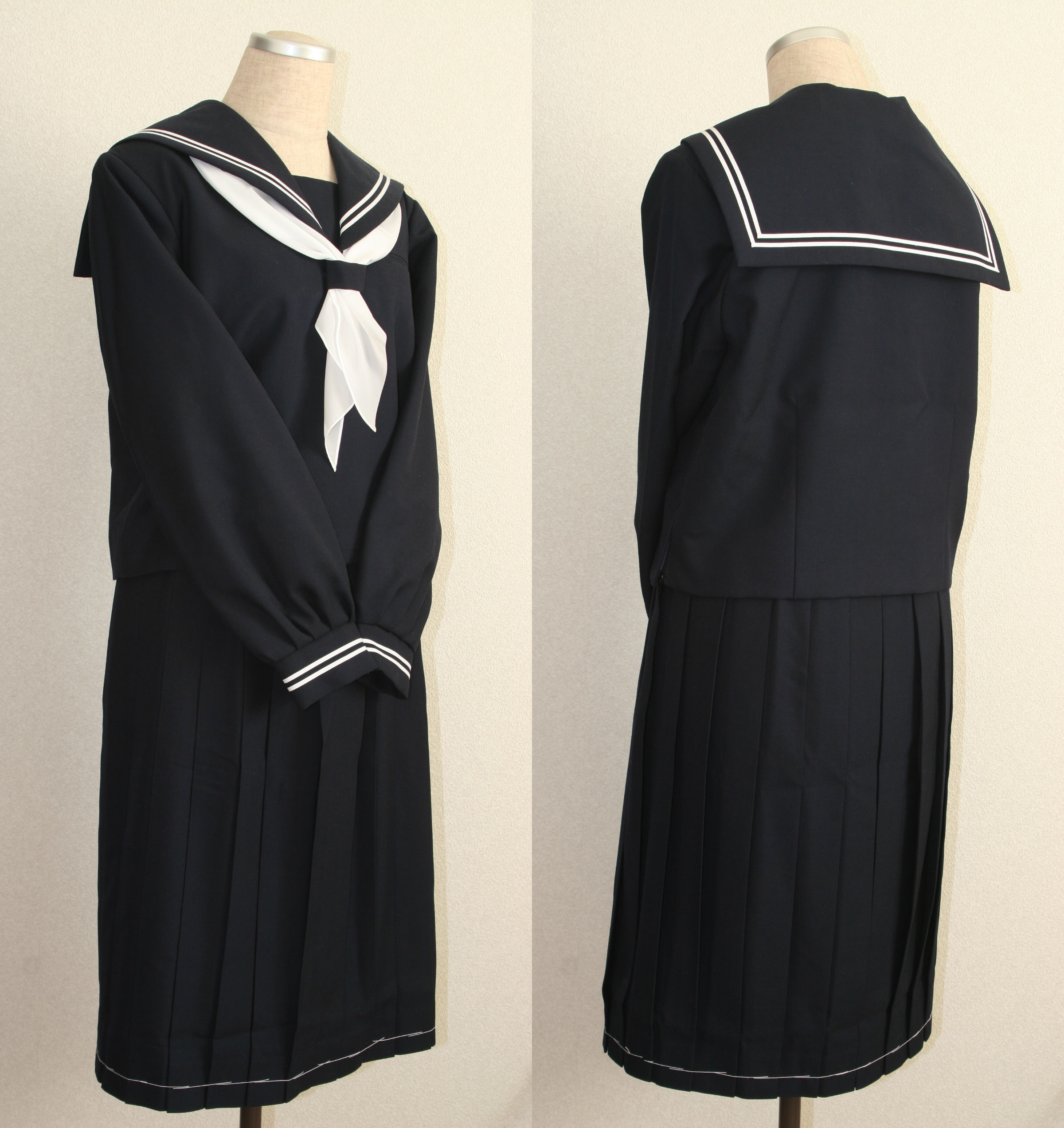
Exemple de sailor fuku d'hiver.
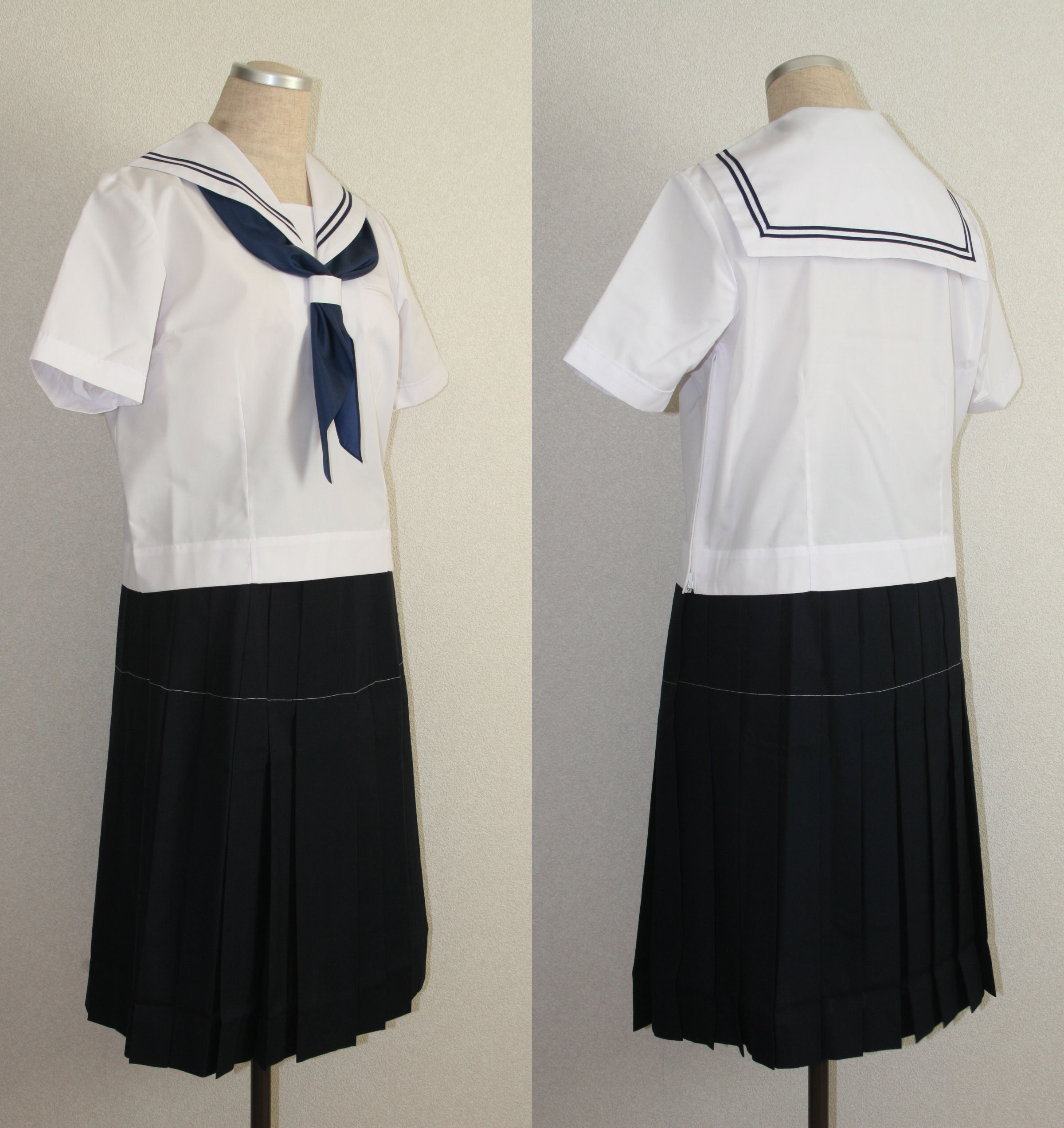
L'uniforme d'été correspondant.

## Importance culturelle

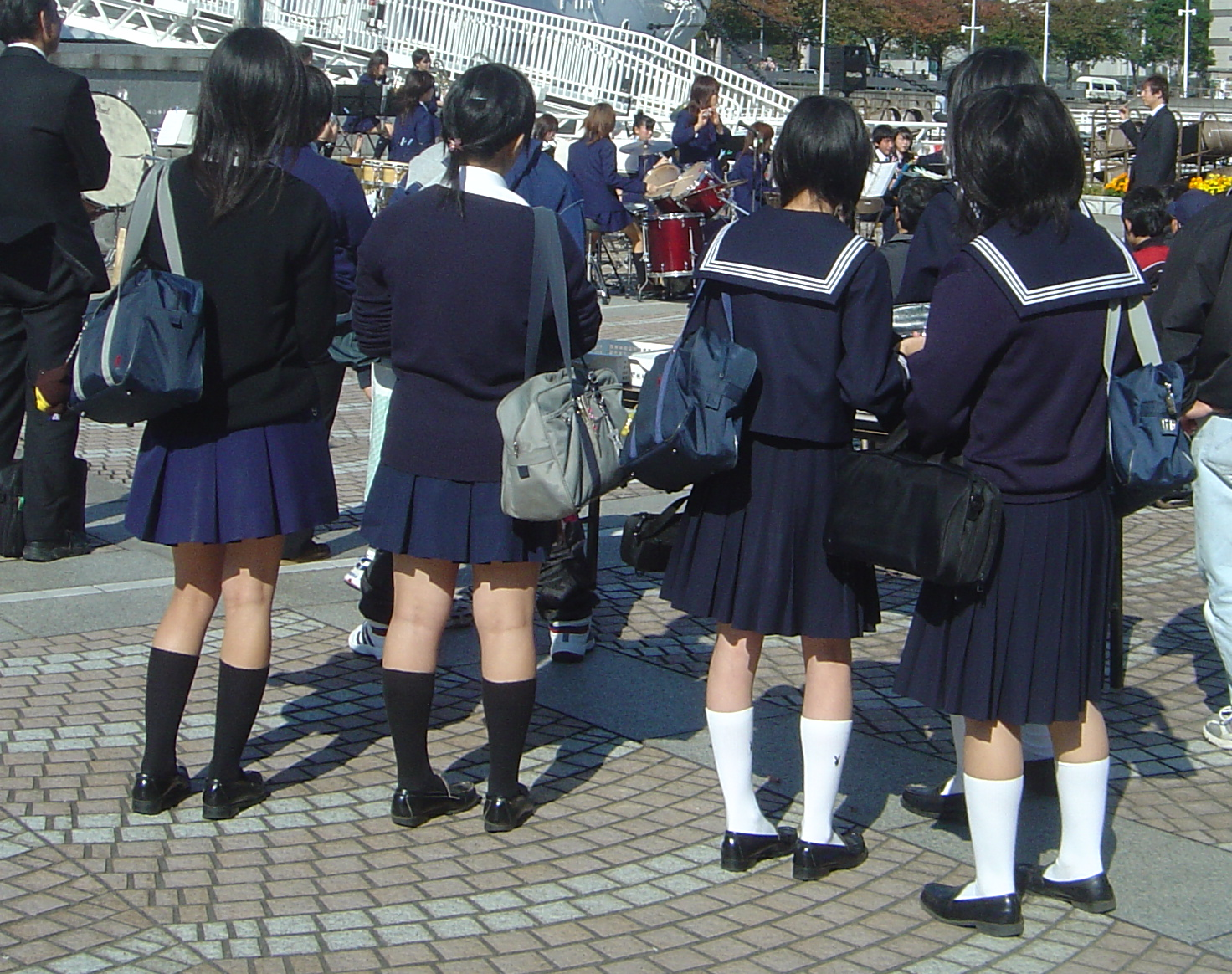
Évolution des uniformes : les deux filles de droite portent le sailor fuku, celles de gauche des uniformes avec pull.

Cet uniforme est parfois considéré comme un symbole de conformisme par certains jeunes, qui le modifient pour montrer leur individualisme. Parmi les modifications possibles, rallonger ou raccourcir la jupe (par exemple, en en repliant le haut plusieurs fois à l'intérieur), enrouler ses manches, retirer le ruban, cacher le badge sous son col… Au cours des dernières décennies, les bōsōzoku et yanki (ja) (délinquants adolescents des deux sexes) ou encore les sukeban (gangs exclusivement féminins) ont souvent adopté des uniformes et sailor fuku aux couleurs très voyantes.
De nos jours, on constate un remplacement progressif de cette tenue par des ensembles blazer et chemise à manches longues, ou pull à col en V et chemise à manches longues, toujours avec une jupe plissée. En 2024, le sailor fuku n'était plus porté que par 35% des collégiennes et 8% des lycéennes. De plus en plus d'établissements proposent des uniformes neutres en matière de genre.

### Fétichisme
Le sailor fuku est un élément nostalgique pour tous les anciens élèves, associé à une jeunesse plus ou moins insouciante. Les imitations de sailor fuku font un costume populaire pour Halloween et autres événements costumés. Ils peuvent être achetés directement dans les grands magasins ou dans des boutiques spécialisées dans les déguisements à travers tout le Japon.
Les uniformes scolaires sont l'objet d'un fort fétichisme. Des sailor fuku de seconde main et d'autres accessoires scolaires peuvent se négocier dans des commerces underground nommés burusera (abréviation de buruma - serafuku), bien que des modifications légales aient rendu ces pratiques délicates.

### Engagement politique et fantasmes jugés parfois malsains
Il a été beaucoup vu dans des films des années 1970 mettant en scène les sukeban, porté par Reiko Ike et Miki Sugimoto dans Delinquent girl boss : Blossoming nights dreams (1970) réalisé par Kazuhiko Yamaguchi ou encore Joshi Gakuen : Otona no asobi (1971), ce dernier film étant plus tendancieux et reflétant également une certaine époque, révolue, mais existant toujours. Cette tendance fut beaucoup dénoncée à l'époque et le reste aujourd'hui surtout en dehors du Japon notamment en France,,.

### Représentations dans la fiction

Stéréotype du sailor fuku estival des mangas vers 1980.

Le sailor fuku et les accessoires jouent un rôle important dans la culture otaku et dans la définition du canon sexuel japonais, rôle mis en évidence par l'abondance d'anime, de manga ou de dōjinshi mettant en scène des personnages en uniforme. Par exemple :
- tous les personnages du célèbre anime Sailor Moon portent le sailor fuku quand elles sont en super héroïnes ;
- Kagome Higurashi d'Inu-Yasha est presque toujours figurée en sailor fuku, ainsi que Hitomi Kanzaki de Vision d'Escaflowne ;
- Lucky☆Star, un anime s'adressant principalement aux otaku et narrant la vie d'une écolière otaku et de ses amies, fait fréquemment référence au sailor fuku, et en a fait le thème de son générique d'ouverture Motteke! Sailor Fuku ;
- le manga d'action Sukeban Deka, et les séries télévisées et films associés live (Tokyo Girl Cop), mettent en scène des adolescentes délinquantes en sailor fuku menant des missions secrètes dans des lycées japonais ;
- Sailor fuku o nugasanaide est une chanson populaire du groupe Onyanko Club, sortie au milieu des années 1980 ;
- dans Racaille blues (Rokudenashi Blues), Taison Maeda est ulcéré, à son entrée à l'école, de voir que les marinières ont été remplacées par des blazers ;
- Sailor fuku to kikanjuu (littéralement « L'uniforme de marin et la mitraillette ») est un drama de 1982 ayant fait l'objet d'un remake en 2006, dont l'héroïne est une lycéenne, souvent montrée en sailor fuku, qui devient l'héritière d'un clan de yakuzas ;
- Saya la tueuse de Blood: The Last Vampire (2000) porte le sailor fuku pour entretenir sa couverture en tant qu'écolière de la base américaine vietnamienne.
- Dans le film Kill Bill (2003) de Quentin Tarantino, la tueuse à gages Gogo Yubari porte un de ces uniformes.